# Le Malzieu-Ville
Le Malzieu-Ville este o comună în departamentul Lozère din sudul Franței. În 2009 avea o populație de 868 de locuitori.

## Evoluția populației
| An        | 1975 | 1982 | 1990 | 1999 | 2006 | 2009 |
| --------- | ---- | ---- | ---- | ---- | ---- | ---- |
| Populație | 874  | 924  | 947  | 970  | 890  | 868  |